# Kurt Thomas (basket-ball)
Pour les articles homonymes, voir Kurt Thomas et Thomas.
Kurt Thomas (né le 4 octobre 1972 à Dallas au Texas), est un ancien joueur américain de basket-ball. Thomas joue aux postes d'ailier fort et de pivot. Il mesure 2,05 m et pèse 106 kg.
En avril 2013, il est licencié par les Knicks de New York et va subir une opération du pied, ce qui met un terme à sa carrière alors qu'il était le joueur le plus âgé à évoluer en NBA.
Le 13 avril 2013, les Knicks et Mike Woodson lui propose un poste sur le banc des Knicks à partir de la saison suivante.

## Pour approfondir